# Iñaki Cano
Iñaki Cano Jicy (Madrid, 15 de junio de 1957) es un periodista radiofónico español especializado en deportes, también fue narrador en Pro Evolution Soccer 5.

## Carrera periodística
Su padre, oriundo de Buenaventura, en Toledo, se dedicaba al negocio de la construcción y emigró a Suiza junto a su familia por motivos laborales. Iñaki se crio en Grenchen, donde vivió la victoria de España a Suiza en la Eurocopa de 1964 y se hizo aficionado del club suizo Young Boys. De vuelta a Madrid, estudió Ciencias de la Información en la universidad Complutense y se inició profesionalmente en el mundo de la radio, concretamente en Radio Estudio, emisora de la zona norte de Madrid donde debutó en 1981. Ese mismo año pasaría a Radio España, donde permanece durante cuatro temporadas, compaginando la información deportiva con diferentes programas musicales y de variedades.
En 1986 ficha por la cadena Cope, donde conduce el espacio deportivo La tremolina y colabora en Tiempo de Juego.
Ingresa en RTVE en 1988, trabajando a lo largo de los siguientes años en diferentes espacios deportivos de Radio Nacional de España como Radiogaceta de los deportes o Tablero deportivo.
En 1995 colabora en Estudio Estadio, entonces presentado por Josetxo Lizarza. A partir de 2000, comienza a presentar el espacio junto a Juan Carlos Rivero, labor en la que permanece durante cuatro temporadas.
Tuvo el honor de retransmitir la final de la UEFA Cup en la temporada 2005/06. Contó el título ganado por el Sevilla FC.
Desde el 4 de septiembre de 2006 presenta el programa de radio Al primer toque de Onda Cero en sustitución de José Javier Santos, que abandona el Grupo Antena 3 para regresar a Telecinco.
En verano de 2007 y tras solo una temporada en el aire, Iñaki deja Al primer toque y se desvincula de Onda Cero al no estar de acuerdo con la política de la cadena que pretendía el inicio de una guerra mediática con el director de El larguero de la cadena Ser José Ramón de la Morena. El propio De la Morena desveló estos motivos en su programa en septiembre de 2007, acusaciones a las que Javier González Ferrari, presidente de Onda Cero, respondió diciendo que el cese de Cano habría acaecido por la no consecución de unos buenos datos de audiencia.
Realiza colaboraciones como tertuliano en La futbolería de Radio Marca y Punto pelota de Intereconomía. Durante un tiempo se perfiló como presentador de El tirachinas de la cadena Cope, espacio que fue finalmente retirado para dar paso a El partido de las 12 desde finales de agosto de 2010.
Es asiduo colaborador de Sportyou y de Liga BBVA. Además, ha sido comentarista oficial del videojuego Pro Evolution Soccer desde sus inicios (acompañado por Juan Carlos Rivero) hasta la edición 2008, en que fue reemplazado por Julio Maldonado.
Su hijo Iñaki Cano Martínez, también periodista deportivo, presenta el programa Basket al Día en Movistar+. Desde julio de 2015 también es presentador del informativo deportivo de Movistar+ "Mucho más deporte".
Actualmente -2021- sigue formando parte del grupo de tertulianos de El chiringuito de Jugones de Mega, dirigido por Josep Pedrerol.